# Jean-Paul Dintrans
Jean-Paul Dintrans est un homme politique français né le 24 mai 1775 à Tarbes (Hautes-Pyrénées) et mort le 4 mai 1852 à Bordeaux (Gironde).

## Biographie
Aide commissaire aux armées pendant les campagnes napoléoniennes, il est fait prisonnier par les Anglais en 1803, lors d'une mission à Saint-Domingue. Il quitte le service en 1815, avant de devenir, en 1830, intendant militaire. Il est député des Hautes-Pyrénées de 1830 à 1837, de 1838 à 1842 et de 1846 à 1848, siégeant à gauche, avec les partisans de Casimir-Perier.

### Sources
- « Jean-Paul Dintrans », dans Adolphe Robert et Gaston Cougny, Dictionnaire des parlementaires français, Edgar Bourloton, 1889-1891 [détail de l’édition]